# Ада Карраско
Ада Карраско Наваррете (ісп. Ada Carrasco Navarrete; 14 вересня 1912, Мехіко — 5 квітня 1994, там само) — мексиканська акторка театру, кіно та телебачення.

## Життєпис
Народилася 14 вересня 1912 року у Мехіко в родині Онорато Карраско, інженера, і Ади Наваррете, співачки (сопрано). Її молодша сестра Кета Карраско (1913—1996) також стала акторкою.
Її театральний дебют відбувся 1951 року у п'єсі «La culta dama». Тоді ж почала зніматися в кіно та на телебаченні. Її повна фільмографія налічує понад 120 ролей, в тому числі в теленовелах «Багаті теж плачуть», «Дика роза», «Моя друга мама» та інших. 1993 року отримала премію TVyNovelas за роль Ліч де Буенростро у теленовелі «Назустріч сонцю» (якраз тоді вона грала ту саму роль у римейку цього серіалу під назвою «За мостом»).
Дочка Ади Карраско — акторка Малена Доріа (1933—1999), онуки — Хорхе Родрігес Доріа (1964—1994) та режисери і продюсери Магда Родрігес Доріа (1963—2020) і Андреа Родрігес Доріа, правнучка — акторка Андреа Ескалона (нар. 1986).
Ада Карраско померла 5 квітня 1994 року у Мехіко від інфаркту міокарда в 81-річному віці (це сталося через тиждень після завершення її зйомок у серіалі «Марімар», де вона зіграла роль Мами Крус, бабусі головної героїні у виконанні Талії, і того самого дня, коли епізод, де показано смерть її персонажа, вийшов в ефір).

## Вибрана фільмографія
| Рік       |    | Українська назва                 | Оригінальна назва            | Роль                         |
| --------- | -- | -------------------------------- | ---------------------------- | ---------------------------- |
| 1959      | ф  | Пума                             | El puma                      | донья Лусія                  |
| 1964      | с  | Мехіко 1900                      | México 1900                  | Лупе                         |
| 1967      | с  | Марія Ісабель                    | Maria Isabel                 | Чона                         |
| 1970      | ф  | Два мула для сестри Сари         | Two Mules for Sister Sarah   | мати Хуана                   |
| 1971      | с  | Тінь Лусії                       | Lusía Sombre                 | селянка                      |
| 1974      | тф | Дім Бернарди Альби               | La casa de Bernarda Alba     | бабуся Марія Хосефа          |
| 1977      | ф  | Педро Парамо                     | Pedro Páramo                 | мати Педро Парамо            |
| 1978      | ф  | Засушені метелики                | Las mariposas desicadas      | Глорія                       |
| 1978      | с  | Вівіана                          | Viviana                      | Роса                         |
| 1979—1980 | с  | Багаті теж плачуть               | Los ricos también lloran     | Феліпа                       |
| 1981      | с  | Соледад                          | Soledad                      | Хуста                        |
| 1981      | с  | Дім, який я пограбувала          | El hogar que yo robé         | Полковниця                   |
| 1982      | с  | Б'янка Відаль                    | Bianca Vidal                 | Вісента                      |
| 1983      | с  | Амалія Батіста                   | Amalia Batista               | Петра                        |
| 1987—1988 | с  | Дика роза                        | Rosa salvaje                 | Кармен                       |
| 1988      | с  | Любов у тиші                     | Amor en silencio             | Ада де Роблес                |
| 1989      | с  | Карусель                         | Carrusel                     | тітка Матільде               |
| 1989      | с  | Моя друга мама                   | mi segunda madre             | Долорес (Лоліта) де Астуріас |
| 1990      | с  | Нічиє кохання                    | Amor de nadie                | Коні                         |
| 1990      | с  | Жінка, випадки з реального життя | Mujer, casos de la vida real | різні персонажі              |
| 1992      | ф  | Як вода для шоколаду             | Como aqua para chocolate     | Нача                         |
| 1992      | с  | Назустріч сонцю                  | De frente al sol             | Ліч де Буенростро            |
| 1992      | с  | Дідусь і я                       | El Abuelo y yo               | Енрікетта                    |
| 1993—1994 | с  | За мостом                        | Más allá de puente           | Ліч де Буенростро            |
| 1994      | с  | Марімар                          | Marimar                      | Мама Крус                    |

## Нагороди
TVyNovelas Awards
- 1993 — Найкраща роль у виконанні заслуженої акторки (Назустріч сонцю).